# Pyrrosia christii
Pyrrosia christii là một loài thực vật có mạch trong họ Polypodiaceae. Loài này được (Giesenh.) Ching miêu tả khoa học đầu tiên năm 1935.